# NGC 6158
NGC 6158 هي مجرة تتبع كوكبة الجاثي. اكتشفها ويليام هيرشل في 17 مارس 1787.

## روابط خارجية
- NGC 6158 على موقع ويكي سكاي: DSS2, SDSS, GALEX, IRAS, Hydrogen α, X-Ray, Astrophoto, Sky Map, Articles and images